# エディ・ハワード
エディ・ハワード (Eddy Howard) として知られた、
エドワード・イーヴァン・ダンカン・ハワード、Edward Evan Duncan Howard、1914年9月12日 - 1963年5月23日）は、1940年代から1950年代に人気が高かったアメリカ合衆国のボーカリスト、バンドリーダー。

## 生い立ち
エディ・ハワードは、カリフォルニア州ウッドランドに生まれ、1931年から1933年にかけてサンノゼ州立大学に学び、スタンフォード大学で医学を専攻したが、退学して、ロサンゼルスのラジオ局でロマンティックなバラッドを歌う歌手となった。その後、ベン・バーニーやディック・ユルゲンスの楽団の歌手となった。ユルゲンス楽団でのヒット曲には「My Last Goodbye」や「Careless」があり、これらは彼のテーマ曲となった。

## 経歴
1938年、ハワードはNBCのラジオ番組の歌手となった。
1939年にハワードは自身の楽団を立ち上げ、その後、1941年にエドガー・A・ゲストのラジオ番組でブルー・ネットワークで水曜日から金曜日まで放送されていた『It Can Be Done』のレギュラー歌手となった。
ハワードと彼の楽団にとって、最初のナンバー1ヒットとなったのは、1946年にUSポップ・チャートで通算5週にわたって首位に立った「To Each His Own」であった。この曲は、パラマウントの1946年の映画『遥かなる我が子』の主題歌で、この映画はオリヴィア・デ・ハヴィランドと脚本家のチャールズ・ブラケットにアカデミー賞をもたらした。ハワードの録音は、マジェスティック・レコードからカタログ番号 7188 と 1070 でリリースされた。このレコードは、『ビルボード』誌のチャートで、1946年7月11日付で首位に立ち、通算19週にわたってチャート入りしていた。この録音は、1957年まで200万枚以上を売り上げ、アメリカレコード協会 (RIAA) からゴールドディスクに認定された。
ハワードの楽団は、NBCの『The Gay Mrs. Featherstone』（1945年4月18日 - 10月10日）や、シェーファー・ペンズが提供していたNBCの『The Sheaffer Parade』:302（1947年9月14日 - 1948年9月5日）にも出演していた。 
1949年、ハワードは、マーキュリー・レコードと契約した。彼の人気は1950年代も続き、「Maybe It's Because」や「(It's No) Sin」がヒットし、後者はハワードにとって2枚目のナンバー1ヒットとなって100万枚以上を売り上げ、ゴールドディスクを獲得した。この曲はザ・フォー・エイセスのバージョンも100万枚以上を売り上げた。ハワードにとって最後のヒットは、「The Teen-Ager's Waltz」で、1955年に『ビルボード』誌のトップ100チャートで最高90位に入った。1952年から1953年にかけて、彼はCBSで木曜日の夜、午後10時45分からの放送に出演し、さらに1955年から1956年にかけては火曜日午後10時からの放送に出演していた。しかし、ロック音楽の台頭とともに、ハワードの人気は陰っていった。
役割を変えたハワードは、1954年には、NBCの1時間バラエティ番組『Just for You』の司会者となった。この番組では、WMAQ の局の楽団が演奏を担当した:186。
1960年代になるとハワードは、大衆文化で「ノスタルジア」を総称された、ビッグバンド音楽や古き良きラジオへの関心の復活に乗って、再び運気が向いてきた。ハワードは既に半ば引退した状態だったが、一時期彼のもとでサクソフォーン奏者を務めていたボーカリストでバンドリーダーのノーマン・リー (Norman Lee) がエディ・ハワード楽団 (the Eddy Howard Orchestra) の名義と、バンドの編曲を使用する権利を手に入れた。リーと楽団は、合衆国中西部ではダンス・バンドとして広く知られる存在となった。楽団は、カンザス州ウィチタを拠点として広く各地を巡業し、自らのレーベルであるマリアン・レコード (Marian Records) からレコードを出した。1960年代後半には、リーはエディ・ハワードの名を使用するのをやめて、自身の名義で楽団を率いて活動するようになったが、ハワードのスタンダード曲のいくつかは、そのまま楽団のレパートリーとして残された。この楽団の活動は、1978年12月6日に、リー夫妻が、かつての楽団のトランペット奏者たちに殺害されるまで続いた。

## 栄誉
ハワードは、ハリウッド・ウォーク・オブ・フェームの録音部門に星を与えられており、ハリウッド・ブールバード6724番地に星がある。この星が与えられたのは、1960年2月8日のことであった。

## 死
1963年5月、ハワードは就寝中の脳内出血のため、カリフォルニア州パームデザートにおいて48歳で死去した。亡骸は、カリフォルニア州カセドラルシティのデザート・メモリアル・パークに埋葬された。

## ディスコグラフィ

### シングル
| 年   | 曲名                                                                          | チャート |
| 年   | 曲名                                                                          | US       |
| ---- | ----------------------------------------------------------------------------- | -------- |
| 1946 | "To Each His Own"                                                             | 1        |
| 1946 | "The Rickety Rickshaw Man"                                                    | 6        |
| 1946 | "(I Love You) For Sentimental Reasons"                                        | 2        |
| 1946 | "My Best to You"                                                              | 17       |
| 1947 | "The Girl That I Marry"                                                       | 23       |
| 1947 | "My Adobe Hacienda"                                                           | 2        |
| 1947 | "Heartaches"                                                                  | 11       |
| 1947 | "I Wonder, I Wonder, I Wonder"                                                | 2        |
| 1947 | "Ragtime Cowboy Joe"                                                          | 16       |
| 1947 | "Kate (Have I Come Too Early, Too Late)"                                      | 7        |
| 1947 | "An Apple Blossom Wedding"                                                    | 9        |
| 1948 | "Now Is the Hour (Maori Farewell Song)"                                       | 8        |
| 1948 | "Just Because"                                                                | 20       |
| 1948 | "Put 'em in a Box, Tie 'em with a Ribbon, and Throw 'em in the Deep Blue Sea" | 23       |
| 1948 | "(I'd Like to Get You on a) Slow Boat to China"                               | 6        |
| 1948 | "Dainty Brenda Lee"                                                           | 27       |
| 1949 | "Candy Kisses"                                                                | 20       |
| 1949 | "Love Me! Love Me! Love Me!"                                                  | 24       |
| 1949 | "Red Head"                                                                    | 29       |
| 1949 | "Room Full of Roses"                                                          | 4        |
| 1949 | "Yes, Yes, in Your Eyes"                                                      | 21       |
| 1949 | "Maybe It's Because"                                                          | 9        |
| 1949 | "Tell Me Why"                                                                 | 25       |
| 1950 | "Half a Heart Is All You Left Me (When You Broke My Heart in Two)"            | 28       |
| 1950 | "Rag Mop"                                                                     | 24       |
| 1950 | "American Beauty Rose"                                                        | 21       |
| 1950 | "To Think You've Chosen Me"                                                   | 9        |
| 1951 | "A Penny a Kiss-A Penny a Hug"                                                | 14       |
| 1951 | "The Strange Little Girl"                                                     | 28       |
| 1951 | "What Will I Tell My Heart"                                                   | 27       |
| 1951 | "(A Woman Is a) Deadly Weapon"                                                | 22       |
| 1951 | "(It's No) Sin"                                                               | 1        |
| 1952 | "Stolen Love"                                                                 | 11       |
| 1952 | "Wishin'"                                                                     | 17       |
| 1952 | "Be Anything (But Be Mine)"                                                   | 7        |
| 1952 | "Auf Wiederseh'n Sweetheart"                                                  | 4        |
| 1952 | "Mademoiselle"                                                                | 14       |
| 1952 | "I Don't Want to Take a Chance"                                               | 26       |
| 1952 | "It's Worth Any Price You Pay"                                                | 11       |
| 1953 | "Gomen-nasai"                                                                 | 17       |
| 1954 | "Melancholy Me"                                                               | 16       |
| 1955 | "The Teen-Ager's Waltz"                                                       | 90       |